# Nicolae Opran
Nicolae Opran (n. 26 decembrie 1871 - d. ?) a fost unul dintre ofițerii Armatei României, care a exercitat comanda unor mari unități și unități militare, pe timp de război, în perioada Primului Război Mondial și operațiilor militare postbelice. 
A îndeplinit funcții de comandant de regiment în campaniile din anii 1916-1919.